# Kosten (distrikt)
Kosten (bulgariska: Костен) är ett distrikt i Bulgarien.   Det ligger i kommunen Obsjtina Sungurlare och regionen Burgas, i den östra delen av landet, 300 km öster om huvudstaden Sofia.
I omgivningarna runt Kosten växer i huvudsak lövfällande lövskog. Runt Kosten är det ganska glesbefolkat, med 34 invånare per kvadratkilometer.